# Quận Sullivan, Indiana
Quận Sullivan là một quận thuộc tiểu bang Indiana, Hoa Kỳ.
Quận này được đặt tên theo. Theo điều tra dân số của Cục điều tra dân số Hoa Kỳ năm 2000, quận có dân số 21.751 người. Quận lỵ đóng ở Sullivan.

## Địa lý
Theo Cục điều tra dân số Hoa Kỳ, quận có diện tích 1176 km2, trong đó có 18 km2 là diện tích mặt nước.